# شقلاوة

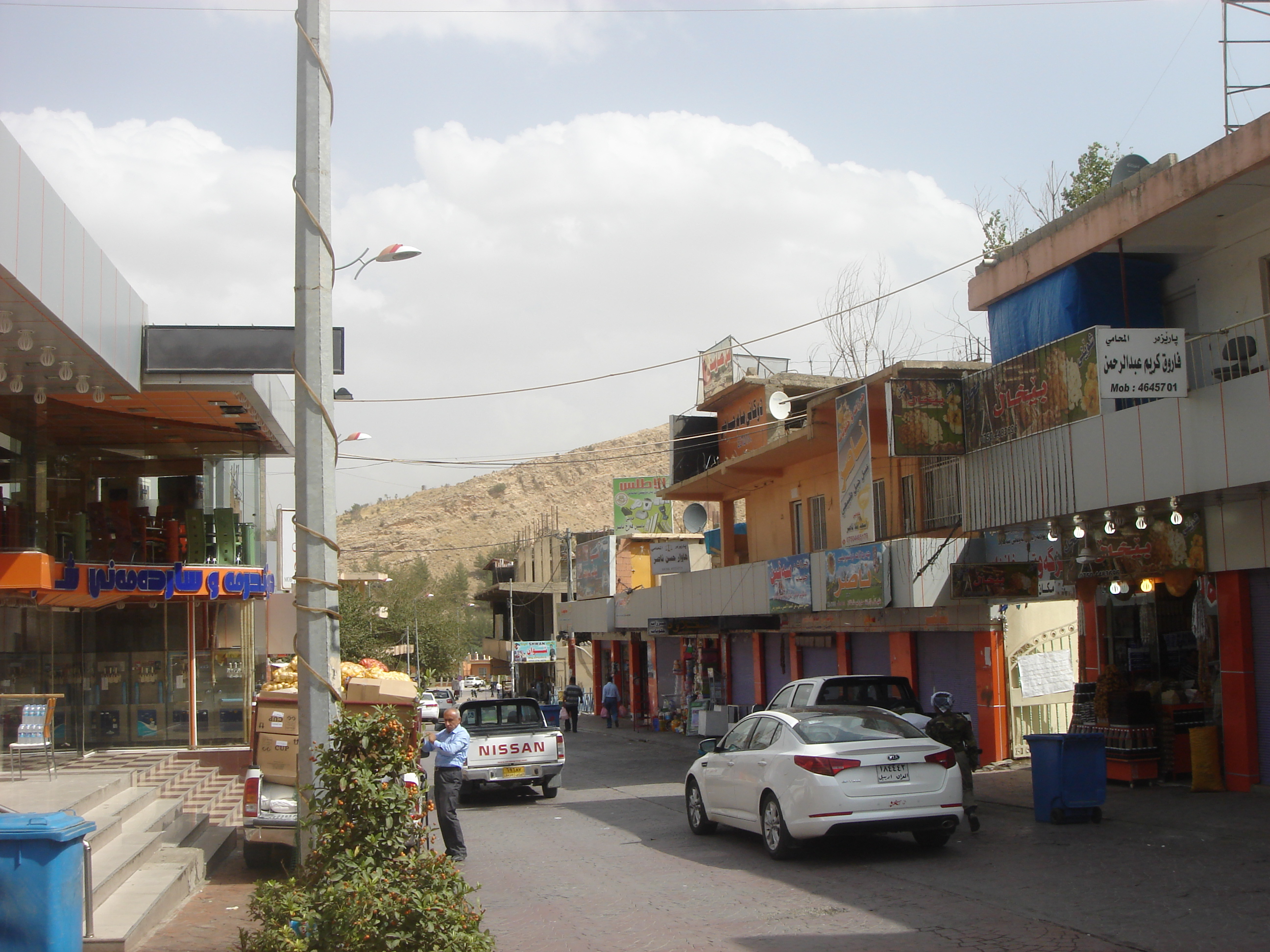
سوق شقلاوة

شقلاوة (بالكردية: شەقڵاوە، Şeqlawe) مدينة عراقية تابعة لمحافظة أربيل في إقليم كردستان العراق. يبلغ تعداد سكانها حوالي 25,500 نسمة، وتقع على بعد 51 كم شمال شرق أربيل، عند سفح جبل سفين. تقع شقلاوة بين جبل سفين وجبل سورك، وترتفع 1066م عن سطح البحر. تشتهر المدينة بشلالاتها وأشجارها ومساحاتها الخضراء.

## أصل التسمية
تسمية شقلاوا لم يتفق عليها المؤرخون حيث أورد كلا منهم استنتاجا خاصا به، لكن المعروف أنه حتى القرن الثاني عشر لم يذكر اسم شقلاوا. وقد أورده ياقوت الحموي في كتابه معجم البلدان تحت اسم (شقلاباد) بينما وردت في كتب طقوس الكنيسة المحفوظة باسم كنيسة (شقلاباذ)، وتحت اسم (شقاباد) في كتاب تاريخ ميراني سوران لكاتبه حسين حزني موكرياني، وتحت اسم (شاقلي اوا) في كتاب تاريخ الكرد وكردستان للكاتب محمد أمين زكي.

## التاريخ
لا يُعرف بالتحديد تاريخ تأسيس البلدة غير أن شقلاوة تتميز بوجود عدة كنائس قديمة ودير أثري يعرف ب«دير الربان بيا» حيث يرجع بنائه إلى القرن الرابع الميلادي. كما أصبحت لاحقا مركزا هاما للمسيحية بالمنطقة وخاصة بعد تحول أهلها إلى الكثلكة منذ القرن الثامن عشر. كما عُرف عن البلدة شعرائها ونساخها الذين نشطوا خصوصا في دير الربان هرمز بألقوش.

## الجغرافية

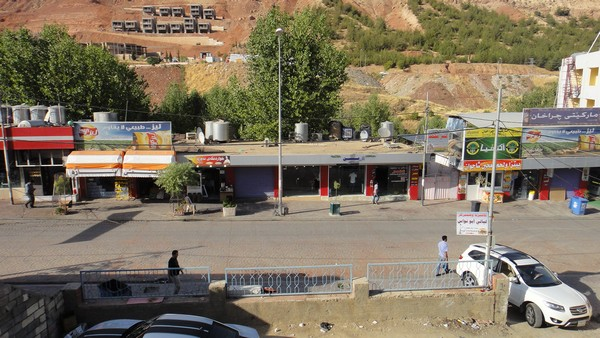
الشارع الرئيسي في شقلاوة

### الموقع
تقع شقلاوا في محافظة أربيل على سفح الجبل الشامخ سفين في وادٍ فسيح وخصيب، يحدها من الشرق والشمال سلسلة جبال سوروك ذو التربة المعدنية الحمراء ومن الغرب والجنوب سلسلة جبل سفين المكسو بالغابات الكثيفة، ويبلغ ارتفاع جبل سفين 1475 متر .

### الطببعة والزراعة
تغطيها الأشجار المتنوعة من البلوط والعفص والزعرور وغيرها وتشكل هذه الأشجار مورداً اقتصاديا لأهالي شقلاوا. كما يعيش في تلك الجبال الحيوانات البرية المختلفة. الخنازير التيوس البرية الذئاب والطيور بمختلف أنواعها.

### الموارد المائية
الموارد المائية لشقلاوا تعتمد على الجداول التي تنشأ نتيجة الأمطار والثلوج حيث عند التقائها يتألف منها نهر يدعى بالسريانية النهر البارد ويصب في الزاب الكبير .

### المناخ
وبالنسبة لمناخ شقلاوا فإنه يختلف حسب فصول السنة ففي فصل الشتاء تهطل الأمطار الغزيرة والثلوج، وكان أهالي شقلاوا قديما يبنون مواقد من الطين تستعمل للطبخ وكذلك للتدفئة وحديثا تستعمل المدافئ النفطية والغازية والكهربائية. وفي فصل الربيع الممطر يكون اللون الأخضر طاغيا على الجبال والوديان والتلال والسهول المحيطة بها.
أما في فصل الصيف فيكون الجو معتدلاً ولموقعها المطل على سفح جبل سفين أعطاها ميزة الفرق بين مناخها في هذا الفصل وبقية المناطق الأخرى كما بإحاطتها بالبساتين، جعل نسيمها عليلا ومنعشا، لذا يؤمها المصطافين من جميع الأصقاع، وفي فصل الصيف تنضج الثمار. أما في فصل الخريف تلبس شقلاوا الثوب الأصفر عند تبدل لون أوراق الأشجار .

## شقلاوة الآن
و يعيش في شقلاوة حاليا المسيحيون الكلدان والأكراد، كما وكان يسكنها في السابق أيضا اليهود (حوالي 400 شخص) ولكنهم غادروها عندما هاجر اليهود العراق في سنة 1955.

## نواحیها
لقضاء شقلاوة عدة نواحي منها منتجع صلاح الدين، حریر، هیران.

## بعض معلومات تاريخية عن شقلاوة
- أول مدير ناحية لشقلاوة كان يدعى شفيق أفندي.
- أول مدرسة حكومية للبنين تأسست سنة 1922 تلتها ابتدائية للبنات سنة 1935 وأول ثانوية مختلطة سنة 1952 وأول متوسطة للبنات سنة 1965 بينما تأسست أول إعدادية للصناعة في شقلاوة سنة 1984 وأول كلية سنة 2012.
- أول سيارة دخلت إلى شقلاوة سنة 1928 وكان سائقها يدعى واهان الأرمني.
- أول سائق سيارة من أهالي شقلاوة يدعى كاكو أيليا.
- افتتح أول مستوصف صحي في أواخر العشرينيات من القرن الماضي وكان فيها موظف صحي واحد يدعى اسطيفان الموصلي وكان المستوصف عبارة عن دار مؤجرة، وقد شيدت الحكومة الملكية سنة 1929 أول بناء لمركز صحي بينما تم بناء مستشفى الجمهوري سنة 1958 وكان يحتوي على تسعة وعشرون سريرا ومذخر للأدوية وشيد سنة 1984 مستشفى آخر يحوي على عدة ردهات باطنية وقلبية ومرافقها الخدمية الأخرى ويتسع المستشفى لمائة وخمسون سريرا.
- أول دائرة طابو كانت منذ العهد العثماني وقد ألغيت سنداتها عند خسارة الدولة العثمانية الحرب العالمية الأولى، فتشكلت لجنة تسوية الأراضي سنة 1933 وأصدرت قراراتها سنة 1953 وبهذه خسرت محلة النصارى نصف الأراضي التي كانت يمتلكونها وسجلت أميرية موقوفة على الطابو. .
- تأسست أول دائرة بريد فيها سنة 1938 وكان مأمورها مصطفى محمود.
- تأسست أول دائرة نفوس فيها سنة 1940 وقد كان عبد الله خضر أول مأمور نفوس.
- أول دائرة غابات تأسست سنة 1941 .
- تأسست أول محكمة سنة 1946 وكان حاكمها الأول القاضي أسعد الآلوسي.
- أول قائمقام عين لشقلاوة في المملكة العراقية كان في عام 1952 هو شاكر فتاح.
- دخلت الكهرباء سنة 1952 إلى شقلاوة ومشروع إسالة الماء كان سنة 1954 .
- افتتحت أول مكتبة عامة في شقلاوة سنة 1970 وكانت تحتوي على كتب عديدة وثمينة لكن القسم الأغلب منها قد ضاع.